# 小野毛人
小野毛人（？—677年，生年不詳，卒於天武天皇六年），日本飛鳥時代的官僚，遣隋使小野妹子之子，其子為遣新羅使小野毛野。根據《續日本紀》的記載，冠位為小錦中。
然而在江戶時代慶長十八年（1613年），山城國愛宕郡小野鄉（即現今京都府京都市左京區上高野）的村人於崇導神社的後山，發現小野毛人的墓穴，石室中並有一塊銅製墓誌，上書：
|  | 飛鳥淨御原宮治天下天皇 御朝廷太政官兼刑部大卿位大錦上 小野毛人朝臣之墓 營造歲次丁丑年十二月上旬即葬 |

此墓誌於大正三年（1914年）列為國寶。根據墓誌內容，其人為天武天皇一朝的太政官兼刑部大卿，冠位為大錦上。

## 外部連結
- 金銅小野毛人墓誌 （页面存档备份，存于），京都國立博物館（日語）